# هیدئو ۶۳۴۵
سیارک ۶۳۴۵ (به انگلیسی: 6345 Hideo، نامگذاری:1994AX1) شش هزار و سیصد و چهل و پنجمین سیارک کشف شده‌است که در ۵ ژانویه ۱۹۹۴ کشف شد.
قدر مطلق سیارک برابر ۱۱٫۵۰ است.